# José Luis Zalazar
José Luis Zalazar (Montevideo, 26 oktober 1963) is een voormalig  profvoetballer uit Uruguay. Als aanvallende middenvelder speelde hij clubvoetbal in onder meer Uruguay, Spanje en Mexico. Zalazar beëindigde zijn actieve carrière in 1999 bij Albacete Balompié.

## Interlandcarrière
Zalazar speelde in totaal 29 officiële interlands (vier doelpunten) voor zijn vaderland Uruguay in de periode 1984-1993. Hij maakte zijn debuut voor de nationale ploeg op 13 juni 1984 in de vriendschappelijke thuiswedstrijd tegen Engeland (2-0), net als spits Rubén Sosa. Hij viel in dat duel in voor Juan Ramón Carrasco. Hij nam met zijn vaderland eenmaal deel aan de WK-eindronde (1986).

## Erelijst
Peñarol
- Uruguayaans landskampioen

1985, 1986